# Harlequin
Harlequin (от английски: „Арлекин“) е саундтрак компилация на американската певица и автор на песни Лейди Гага, издаден на 24 септември 2024 г. от лейбъла Interscope. Проектът е представен като „съпътстващ албум“ за филма „Жокера: Лудост за двама“ от същата година, в който Гага е в ролята на Харли Куин. Албумът включва нови версии на песни от филма, както и две нови произведения.

## Предистория
След края на турнето The Chromatica Ball през 2022 г., Лейди Гага си взима почивка от сцената и социалните мрежи и започва подготовка за участието си във филма „Жокера: Лудост за двама“. В дълъг пост, споделен в Instagram на 16 юни 2023 г., певицата споделя, че работи по концертен филм за турнето, занимава се със снимачния процес на филма и твори музика за „специален проект“. До края на годината, както и през 2024 г., тя публикува снимки от звукозаписно студио, загатвайки нови песни.
На премиерата на филма в Лондон на 25 септември 2024 г., Гага разкрива вдъхновението си за албума, заявявайки: „Когато снимките на филма приключиха, аз не бях приключила с героинята си. Затова създадох „Harlequin“. Тя също описва проекта като „изявление на една комплексна жена, която иска да бъде, каквото си пожелае, във всеки един момент“.

## Музика и текстове
От 13-те песни, поместени в албума, всички са кавъри освен едно авторско произведение, написано специално за филма, и една нова песен, озаглавена „Happy Mistake“.

## Издаване и реклама
На 20 септември 2024 г. Лейди Гага споделя загадъчна снимка в социалните си мрежи, на която върху червен фон с бели букви е изписано „Готова съм за интервюто“. Следват още няколко подобни публикации, някои от които са с непознати инструментали, което у феновете оставя впечатлението, че е нещо, свързано с предстоящия седми студиен албум на Гага, или филма „Жокера: Лудост за двама“. След старта на маркетинг кампания с редица билбордове из САЩ, става ясно, че проектът ще е нова музика между последния албум на певицата, „Chromatica“ (2020), и дългоочаквания следващ такъв.
Гага анонсира името и обложката на албума с публикации в социалните мрежи на 24 септември 2024 г., заедно с линкове за предварителна поръчка на различни носители. 
На следващия ден с кратко рекламно видео е представено сътрудничество между певицата и Лувъра, което рекламира новата ѝ музика, както и предстояща изложба в музея. Във видеото Гага се разхожда из изложбените зали посред нощ и с червило рисува усмивка, наподобяваща тази на Жокера, върху Мона Лиза. На фон звучи откъс от песен от албума – „The Joker“.
След филмовата премиера в Лондон, Лейди Гага кани малък брой почитатели на „тайно“, задушевно събитие, на което да чуят целия албум.

## Списък с песните

### Стандартно издание
1. „Good Morning“ – 2:47
2. „Get Happy (2024)“ – 3:12
3. „Oh, When the Saints“ – 3:43
4. „World on a String“ – 2:37
5. „If My Friends Could See Me Now“ – 2:44
6. „That's Entertainment“ – 4:10
7. „Smile“ – 3:42
8. „The Joker“ – 2:52
9. „Folie á Deux“ – 3:00
10. „Gonna Build a Mountain“ – 2:52
11. „Close to You“ – 2:44
12. „Happy Mistake“ – 4:08
13. „That's Life“ – 3:04